# Мобільний вірус
Мобільні віруси — це невеликі програми, призначені для втручання в роботу мобільного телефону, смартфона, комунікатора, які записують, пошкоджують або видаляють дані і поширюються на інші пристрої через SMS та Інтернет.

## Загальні відомості
Вперше про мобільні віруси почали говорити ще в 2000 році. Вірусами назвати їх було важко, так як це був набір команд, виконуваний телефоном, який передавався через SMS. Такі повідомлення забивали відповідні мікросхеми пам'яті і при видаленні блокували роботу телефону. Найбільше розповсюдження отримали команди для таких телефонів, як Siemens і Nokia.
Тенденція така, що: чим більш функціональний телефон, тим більш він вразливий. Будь-які команди, функції і можливості, які дозволяють створювати програми і додатки для мобільних телефонів, можуть стати інструментом для створення вірусів. Коли-то, найбільш перспективною платформою для написання вірусів виявилася Java 2ME, так як переважна більшість телефонів в середині 00-х підтримували цю платформу.
Основним завданням мобільних вірусів, як і у випадку з комп'ютерними вірусами, є отримання персональної інформації, яку можна продати або використати в особистих потребах. До такої інформації можуть відноситися особисті дані власника телефона, дані самого пристрою, особисті повідомлення, іноді номери кредитних карток..

## Направления розвитку мобільних вірусів
Існує кілька різних схем і напрямів розвитку вірусів, за якими діють вірусописьменники.
- Крадіжка персональної інформації.

У цьому випадку віруси збирають різні відомості, наявні в телефоні, наприклад, контакти власника телефону, паролі від програм, параметри облікових записів, таких, як Google Play або AppStore. Вся інформація, отримана вірусом, відправляється на сервер зловмисників, де використовується на їх розсуд. Один з найсерйозніших вірусів такого плану — Android.Geinimi. Потрапляючи в систему, він визначає місце розташування смартфона, завантажує файли з Інтернету, зчитує і записує закладки браузера, отримує доступ до контактів, здійснює дзвінки, відправляє, читає і редагує SMS-повідомлення.
- Відправка платних SMS-повідомлень, дзвінки на «партнерський номер» без відома власника.

У цьому випадку за відправку повідомлення або за дзвінок списується серйозна сума коштів з особового рахунку власника телефону. Зрозуміло, гроші потрапляють до рук зловмисників. З найвідоміших подібних загроз можна назвати Android.SmsSend, а також давно відомі RedBrowser і Webster для Java-платформи. Вони маскуються під різні корисні програми, викликаючи тим самим довіру у користувача. Також існують віруси і для інших платформ, наприклад, Symbian OS, Windows Mobile і ін.
- Шахрайство за допомогою використання систем інтернет-банкінгу.

У цьому випадку вірус відкриває доступ до мобільного додатку для роботи з банком або відповідного вебсайту, або перехоплює SMS-повідомлення, що передаються користувачеві від систем інтернет-банкінгу. Небезпека даного типу може підстерігати власників мобільних телефонів, що працюють на різних платформах. Відомий троян Trojan-Spy.SymbOS.Zbot.a, що працює в сукупності з популярним вірусом Zbot для звичайних ПК.

## Боротьба з мобільними вірусами
Шкідливий код не може проникнути на мобільний пристрій абсолютно без відома його власника.
Спеціалізоване захисне ПЗ — мобільний антивірус, не завжди допомагає, так як віруси швидко еволюціонують.
Антивірусні компанії давно почали випускати версії своїх програм для захисту мобільних телефонів, але найкращим захистом завжди була пильність користувача.